# Кречевицы (аэропорт)
Кречевицы — аэродром совместного базирования в Новгородской области, расположенный в одноимённом микрорайоне (бывший гарнизон) Великий Новгород.
Является аэродромом совместного базирования — кроме ВВС России, разрешено использование аэродрома авиакомпанией «Специальный лётный отряд „Россия“».
Существуют планы по созданию нового гражданского аэропорта на основе реконструируемого аэродрома «Кречевицы».

## Советско-финляндская война
В период Советско-финляндской войны с 1939 по 1940 гг. на аэродроме базировались части ВВС 7-й армии:
- 6-й тяжелый бомбардировочный авиационный полк (с 14.11.1939 в составе 52 самолётов ДБ-3, 27.01.1940 получил восемь ДБ-3);
- 53-й дальний бомбардировочный авиационный полк (с 26.12.1939 г. в составе 50 самолётов ДБ-3, 07.01.1940 убыл в Особую авиационную группу ВВС СЗФ);
- 21-й дальний бомбардировочный авиационный полк (с 16.11.1939 в составе 56 самолётов ДБ-3, 27.01.1940 получил восемь ДБ-3).

## Состав авиабазы
За весь период истории своего существования на аэродроме базировались:
- Управление и штаб 330-й истребительной авиационной Островской дивизии — с 25 июля 1945 года по 1 февраля 1952 года (выведена из Восточной Пруссии, убыла в Венгрию).
  - 927-й истребительный авиационный Кенигсбергский Краснознамённый ордена Александра Невского  полк в период с 25 июля 1945 года по 1947 год (Ла-5ФН и Ла-7)
  - 161-й истребительный авиационный Рижский ордена Суворова полк  с 25 июля 1945 года по 1 января 1952 года (Ла-5ФН, Ла-7, МиГ-15)
  - 609-й истребительный авиационный Кенигсбергский орденов Суворова и Кутузова полк с 6 августа 1945 года по 10 мая 1947 года (расформирован), самолёты Ла-5ФН и Ла-7.
  - 116-й истребительный авиационный Измаильский орденов Суворова и Кутузова полк д с 1 февраля 1946 года по 1 февраля 1952 года, самолёты Ла-7 (выведен из Румынии, убыл вместе с дивизией в Венгрию).
- 281-я транспортная авиационная Новгородская Краснознамённая дивизия (с 12.10.1955  года - 281-я военно-транспортная авиационная Новгородская Краснознамённая дивизия[1][2].
- 244-й военно-транспортный авиационный Алленштайнский полк (на самолётах Ан-12) 3-й гв. втад с конца 1964 — начала 1965 года по весну 1973 года (был тяжело-бомбардировочным на Ту-16 в Мигалово).
- 930-й военно-транспортный авиационный Комсомольский Трансильванский Краснознаменный полк (на самолётах Ан-8) 12 втад с лета 1960 года по октябрь 1963 года (прибыл с аэродрома Тейково, убыл на Дальний Восток на аэродром Завитая).
- 110-й военно-транспортный авиационный Трансильванский Краснознамённый полк 61-й воздушной армии с апреля 1966 года по 14 октября 2009 года . На вооружении полка стояли военно-транспортные самолёты Ил-76. Расформирован[3].

### 110-й Военно-транспортный авиационный полк
110-й этап был сформирован согласно директиве Генерального Штаба от 21 апреля 1966 года. Формирование части закончилось в ноябре 1966 года в посёлке Кречевицы Новгородской области. Полк вошёл в состав 3 гвардейской втад. День части был определён 20 декабря. Сформировал войсковую часть первый командир полковник Иванов Владимир Тихонович. Основой формирования явились специалисты частей дальней и военно-транспортной авиации, выпускники военно-технических авиационных училищ. На вооружение авиаполка приняли военно-транспортные самолёты Ан-12. 10 ноября 1967 года полк награждён грамотой Президиума Верховного Совета СССР. 15 февраля 1968 года полку вручено боевое Красное знамя. 24 ноября 1972 года полк награждён вымпелом министра обороны СССР «За мужество и доблесть, за высокое лётное мастерство и образцовое выполнение задач в ходе учений „Щит-72“». 20 ноября 1975 года на ВПП авиабазы производят посадку первые два самолёта Ил-76 — в состав авиаполка переведены две авиационные эскадрильи самолетов Ил-76 и одна эскадрилья самолетов Ан-12. Через год авиаполк насчитывал уже три авиационные эскадрильи самолетов Ил-76, авиационный отряд самолетов Ан-12. 5 октября 1981 года исключен авиационный отряд самолетов Ан-12, включены 3 экипажа самолетов Ил-76, c 1 августа 1988 года в штат 110-го ВТАП дополнительно введено 5 экипажей с наземным техническим составом и 4 самолета Ил-76.
В связи с расформированием в 1998 году 930-го Военно-транспортного авиационного Комсомольского Трансильванского Краснознаменного полка (город Завитинск Дальневосточного военного округа) 23-й Военно-транспортной авиационной дивизии, боевое знамя, почётные наименования, орден «Красного Знамени» и исторический формуляр переданы на хранение 110-му военно-транспортному авиаполку. С 1 мая 1998 года 110-й Военно-транспортный авиационный полк официально именуется 110-м Комсомольским Трансильванским Краснознаменным военно-транспортным авиационным полком. В связи с проводимыми мероприятиями по переходу на перспективный облик вооружённых сил и в соответствии с директивой министра обороны Сердюкова от января 2009 года полку было предписано в срок до 30 октября 2009 года произвести расформирование. 14 октября 2009 года 110-й Военно-транспортный авиационный полк был расформирован.
За годы своего существования полк принимал участие в различных мероприятиях на территории СССР и России, активно участвовал в международных учениях. Участвовал в военных действиях:
- Афганской войне
- гражданской войне в Анголе
- Первой чеченской войне
- Второй чеченской войне
- Войне в Грузии

Авиаполк вплоть до даты своего расформирования принимал участие в обеспечении визитов Президента и премьер-министра Российской Федерации и других крупных мероприятиях: учения «Мобильность-2004»; оказание гуманитарной помощи на пострадавшем от землетрясения острове Суматра.

## История авиабазы

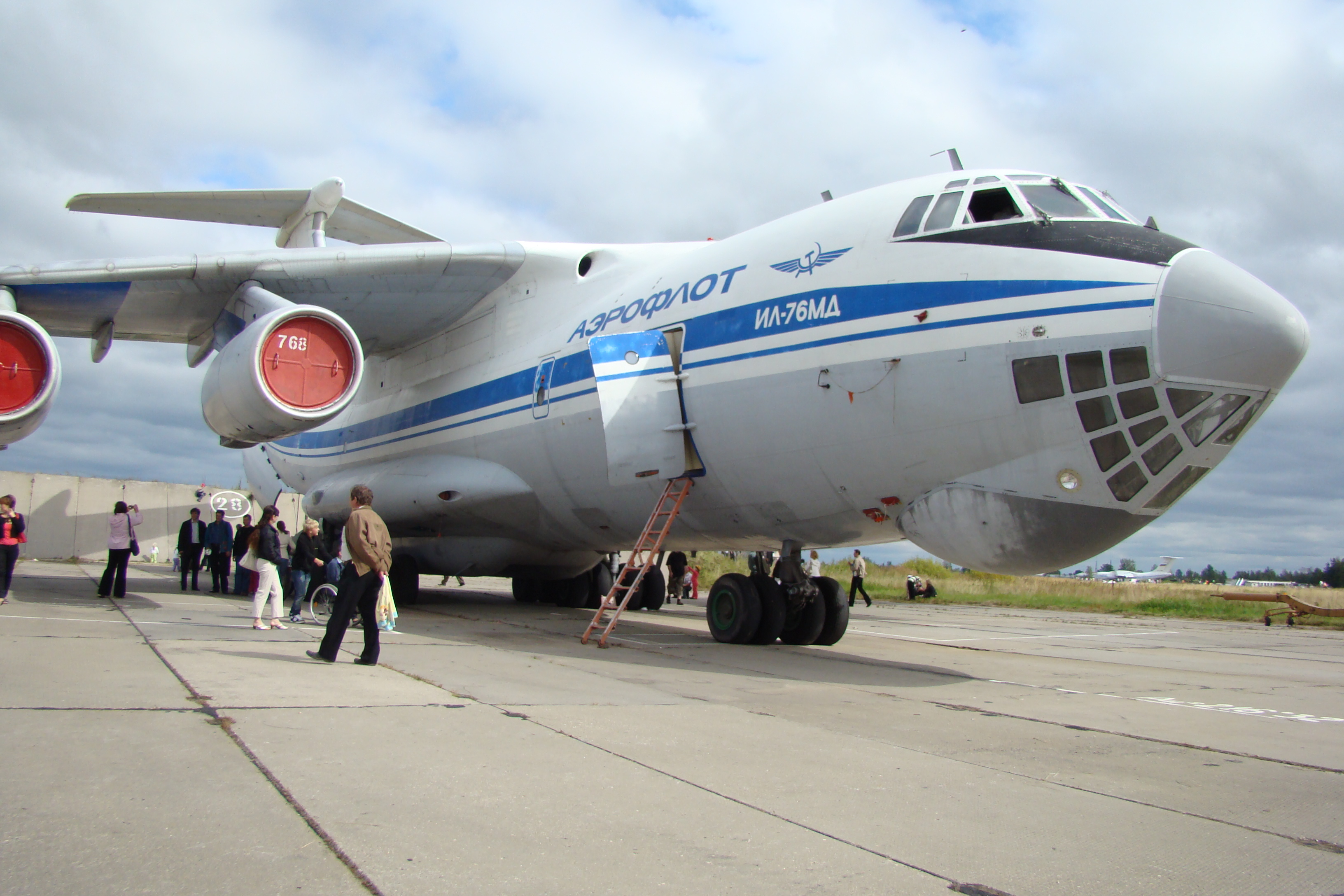
Ил-76МД в Кречевицах

Строительство аэродрома было начато в начале 1927 года, и уже 4 ноября этого года первые самолёты произвели посадку на аэродром «Кречевицы». До Великой Отечественной войны на нём базировались части дальней авиации, после войны — дальней и военно-транспортной авиации.
Во время Финской войны на аэродроме базировались самолёты ДБ-3А из состава 6-го тбап ВВС Северо-Западного фронта.
К марту 1965 года к новому месту базирования с аэродрома Мигалово прибыл (без авиатехники) переформированный из тяжело-бомбардировочного 244 Алленштайнский военно-транспортный авиационный полк (вошёл в состав 3 гвардейской втад), где приступил к переучиванию на самолёты Ан-12. К тому времени на аэродроме также базировался буксотряд. В апреле 1966 года было начато формирование 110-го военно-транспортного авиаполка с воинскими частями обеспечения. В начале 1973 года 244 втап был расформирован, а к началу 1990-х расформирован и «буксотряд» на самолётах Ил-28 (один из Ил-28 ныне установлен в Кречевицах у разрушающегося здания бывшего Дома Офицеров). В середине 1970-х в гарнизоне и на аэродроме Кречевицы проходили съёмки фильма «Меня ждут на земле».
Просуществовав более 43 лет, 14 октября 2009 года 110-й военно-транспортный авиаполк был расформирован, а на аэродроме осталась лишь военная комендатура и авиационные ремонтные мастерские (ДАРМ), проводящие ремонт самолётов Ил-18, Ан-12 и их модификаций.
В 1976 году было начато строительство аэропорта (у западной части военного аэродрома) с залом ожидания на 300 мест (после катастрофы самолёта Як-40, заходившего на посадку в Новгородский аэропорт Юрьево, из-за тумана он врезался в жилой дом в центре Новгорода), но в 1987 году это строительство было прекращено. В 2006 году работы по строительству аэропорта было возобновлены, а их окончание было запланировано к июню 2009 году, ко времени празднования 1150-летия Великого Новгорода, но затем перенесено на весну 2010 года. Силами Смоленского отдельного батальона аэродромно-технического обеспечения была удлинена взлётно-посадочная полоса на 500 метров, также планировалось поэтапная реконструкция аэродрома: замена радио- и светотехнического оборудования, строительство аэровокзального комплекса на 500 мест и площадки для трёх самолётов типа Ил-96 общей площадью около 23 гектаров. К 2011 году планировалось начать строительство аэровокзального комплекса, а в 2012 году планировалось сформировать все требуемые службы аэропорта регионального уровня и получить сертификат его соответствия. 25 октября 2012 года вице-губернатор Новгородской области заявил, что «Сегодня в Великий Новгород приехал инвестор, который принял решение осваивать аэропорт», но «возникают вопросы по земле, которая находится в собственности Министерства обороны».
7 апреля 2014 года стало известно, что министерство обороны РФ передало аэродром правительству Новгородской области. Часть объектов, входящих в аэродромную зону, перешло для вертолёта Ка-32 находящегося в ведение Главного управления МЧС России по Новгородской области, а также ещё часть объектов перешло в ведение ДОСААФ, остальные объекты стали собственностью государственного областного казённого учреждения (ГОКУ) «Новгородтрансавиа».
Власти Новгородской области планируют превратить аэродром в авиатранспортный терминал, способный обслуживать лоукостеров. Ввести в строй объект планируется к 2020 году, стоимость переоборудования и строительства терминала по проекту, представленному центром стратегических разработок в гражданской авиации может составить около 4 млрд рублей.
В сентябре 2019 авиакомпания Северсталь совершила первый технический рейс в Кречевицы на пассажирском самолёте CRJ-100.
Прежде в Новгороде существовал аэропорт местных воздушных линий «Новгород» (Юрьево), однако в 2002 году он был выведен из эксплуатации.